# 乌承恩
乌承恩（？—758年），唐朝張掖（今屬甘肅）人。
父烏知義曾是史思明的長官。開元年間為平盧先鋒，因战功卓著，與乌承玼号称“辕门二龙”。开元二十二年（734年）奚、契丹南侵，玄宗派乌承玼、乌承恩率兵於捺绿山大破之。安禄山起兵后，时任信都（河北省冀縣）太守，乌承恩率全郡投降史思明，史思明感念其父恩情，對烏承恩特別保護。史思明投降唐朝，宰相张镐以為是詐降，肃宗不聽，乾元元年（758年）四月，肃宗派乌承恩去幽州犒劳史思明，同时监视其言行。乌承恩晚上多次打扮成妇人，夜入诸将家策反，對史思明死忠的將領們報告史思明。一日史思明在乌承恩床下埋伏二人，乌承恩与幼子密谈，说：“吾受命除此逆胡，當以吾為節度使。”思明聞訊，搜出铁券和李光弼的公文，遂殺乌承恩復叛。史思明殺了烏承恩，上表唐廷，脅迫肅宗誅殺李光弼。肅宗派人解釋：“此非朝廷與光弼之意，皆烏承恩所為，殺之可也。”